# Dayton (Washington)
Dayton az Amerikai Egyesült Államok északnyugati részén, Washington állam Columbia megyéjében elhelyezkedő város, a megye székhelye. A 2010. évi népszámlálási adatok alapján 2526 lakosa van.

## Történet
Az 1860-as években alapított településen 1871. november 23-án telepedett le Jesse N. és Elizabeth Day. Az 1881. november 10-én városi rangot kapó Dayton névadója Jesse Day. A városban található Washington állam legrégebbi vasútállomása (1881) és legrégebbi, ma is működő törvényszéke (1887).
Az 1980-as és 1990-es években hárommillió dollár értékben felújították a vasútállomást és a törvényszéket, fejlesztették a főutca gyalogos infrastruktúráját, és történelmi negyedet hoztak létre.

## Éghajlat
| Hónap                                 | Jan.  | Feb.  | Már.  | Ápr. | Máj. | Jún. | Júl. | Aug. | Szep. | Okt.  | Nov.  | Dec.  | Év    |
| ------------------------------------- | ----- | ----- | ----- | ---- | ---- | ---- | ---- | ---- | ----- | ----- | ----- | ----- | ----- |
| Rekord max. hőmérséklet (°C)          | 21,0  | 23,0  | 26,0  | 34,0 | 38,0 | 43,0 | 43,0 | 46,0 | 41,0  | 33,0  | 27,0  | 21,0  | 46,0  |
| Átlagos max. hőmérséklet (°C)         | 4,6   | 7,7   | 11,9  | 16,2 | 20,6 | 25,1 | 30,3 | 30,3 | 24,9  | 17,9  | 9,3   | 4,7   | 17,0  |
| Átlaghőmérséklet (°C)                 | 0,7   | 3,2   | 6,6   | 9,9  | 13,8 | 17,7 | 21,6 | 21,6 | 16,8  | 10,8  | 4,9   | 1,0   | 10,8  |
| Átlagos min. hőmérséklet (°C)         | −3,2  | −1,4  | 1,2   | 3,7  | 7,1  | 10,2 | 12,9 | 12,8 | 8,6   | 3,7   | 0,6   | −2,8  | 4,5   |
| Rekord min. hőmérséklet (°C)          | −30,0 | −30,0 | −15,0 | −8,0 | −5,0 | −2,0 | 1,0  | 1,0  | −4,0  | −14,0 | −23,0 | −32,0 | −32,0 |
| Átl. csapadékmennyiség (mm)           | 60    | 48    | 54    | 40   | 40   | 33   | 12   | 13   | 23    | 42    | 64    | 62    | 491   |
| Forrás: National Climatic Data Center |       |       |       |      |      |      |      |      |       |       |       |       |       |

## Népesség
A 2010-es népszámláláskor a városnak 2526 lakója, 1082 háztartása és 670 családja volt. A népsűrűség 675,4 fő/km2. A lakóegységek száma 1200, sűrűségük 320,9 db/km2. A lakosok 91,6%-a fehér, 0,4%-a afroamerikai, 1,9%-a indián, 0,6%-a ázsiai, 0,6%-a a Csendes-óceáni szigetekről származik, 1,8%-a egyéb, 3,2%-a pedig kettő vagy több etnikumú. A spanyol vagy latino származásúak aránya 7,1% (   )
A háztartások 25,7%-ában élt 18 évnél fiatalabb. 47% házas, 10,8% egyedülálló nő, 4,2% egyedülálló férfi, 38,1% pedig nem család. 33,1% egyedül élt; 15,8%-uk 65 éves vagy idősebb. Egy háztartásban átlagosan 2,27 személy élt; a családok átlagmérete 2,85 fő.
A medián életkor 46,3 év volt. A város lakóinak 21,6%-a 18 évesnél fiatalabb, 6,2% 18 és 24 év közötti, 20,1%-uk 25 és 44 év közötti, 30%-uk 45 és 64 év közötti, 22,2%-uk pedig 65 éves vagy idősebb. A lakosok 49%-a férfi, 51%-a pedig nő.

## Nevezetes személyek
- Dmitri Borgmann, író[13]
- Frank Finkel, a Little Bighorn-i csata egyetlen túlélője[14]
- Frederick Gilbreath, tábornok[15]
- Robert Shields, író[16]

## Fordítás
- Ez a szócikk részben vagy egészben  a   Dayton, Washington című angol Wikipédia-szócikk ezen változatának fordításán alapul.  Az eredeti cikk szerkesztőit annak laptörténete sorolja fel. Ez a jelzés csupán a megfogalmazás eredetét és a szerzői jogokat jelzi, nem szolgál a cikkben szereplő információk forrásmegjelöléseként.